# Егино V (Урах)
Егино V фон Урах (на немски: Egino V фон Урах; * ок. 1185, † 1236/1237) е граф на Урах и като Егино I граф на Фрайбург (1230 – 1236).

## Биография
Той е син на граф Егино IV фон Урах (~1160 – 1230) и на Агнес фон Церинген († 1239) от род Церинги, дъщеря наследничка на херцог Бертхолд IV фон Церинген. Брат е на кардинал-епископ Конрад фон Урах.
След смъртта на баща му през 1230 г. той се нарича Егино I граф на Фрайбург.
Егино е погребан в овощната градина на манастир Тененбах.

## Фамилия
Егино V се жени за Аделхайд фон Нойфен († 6 септември 1239), дъщеря на Хайнрих I фон Нойфен († сл. 1246) и Аделхайд фон Виненден († сл. 1211), внучка на граф Бертхолд I фон Вайсенхорн-Нойфен и Аделхайд фон Гамертинген. Двамата имат децата:
- Аделхайд, ∞ 1239 Готфрид фон Хабсбург-Лауфенбург († 1271)
- дъщеря, ∞ граф Симон II фон Геролдсек († пр. 1294)
- Гебхард († ок. 1262), от 1248 г. папски каплан и домхер на Страсбург и Констанц
- Готфрид († сл. 1275), свещеник във Вилинген и Балинген
- Бертхолд IV фон Урах († пр. 1261), граф на Урах, женен пр. 1236 г. за графиня Агата фон Лехсгемюнд-Грайзбах († сл. 1254/22 октомври 1261)
- Конрад I (* 1226; † 1271 убит), 2. граф на Фрайбург
- Хайнрих I (1215 – 1284), граф на Фюрстенберг
- Кунигунда († пр. 1249), ∞ граф Ото I фон Еберщайн (1172 – 1279)